# Liriomyza katoi
Liriomyza katoi är en tvåvingeart som beskrevs av Mitsuhiro Sasakawa 1961. Liriomyza katoi ingår i släktet Liriomyza och familjen minerarflugor. Inga underarter finns listade i Catalogue of Life.